# Progress 14
Progress 14 (ryska: Прогресс-14) var en sovjetisk obemannad rymdfarkost som levererade förnödenheter, syre, vatten och bränsle till den sovjetiska rymdstationen Saljut 7. Den sköts upp med en Sojuz-U-raket, från Kosmodromen i Bajkonur, den 10 juli 1982 och dockade med Saljut 7, den 12 juli. Den lämnade rymdstationen den 10 augusti och brann upp i jordens atmosfär den 13 augusti 1982.

### Fotnoter
1. ↑  ”NASA Space Science Data Coordinated Archive” (på engelska). NASA. https://nssdc.gsfc.nasa.gov/nmc/spacecraft/display.action?id=1982-070A. Läst 1 mars 2020.
2. ↑  Manned Astronautics - Figures & Facts Arkiverad 25 augusti 2009 hämtat från the Wayback Machine., läst 15 juli 2016.